# Pleurogonium latimanum
Pleurogonium latimanum är en kräftdjursart som beskrevs av Hansen 1916. Pleurogonium latimanum ingår i släktet Pleurogonium och familjen Paramunnidae. Inga underarter finns listade i Catalogue of Life.